# Сафроновская пристань

На Сафроновской пристани

Здание порта «Уфа»

Сафроновская (Софроновская) пристань находится в городе Уфе на берегу реки Белой. Нынешнее название: Пристань «Уфа».

## История
Пристань названа по имени белебеевского купца Ф. С. Софронова, у которого в этом месте были склады и причал для грузовых барок. Позднее, с появлением на Белой пароходов, пристань стала главным городским речным портом. К ней вели улицы Лазаретная и Александровская. По имени переправы стали называться также находящиеся рядом Софроновская гора, Софроновская слобода и Софроновский починок.
После Октябрьской Революции 1917 г. название стало записываться через букву «а» как более привычное для произношения (Сафроновская). После реконструкции 1958 г. пристань «Уфа» стала называться Уфимским речным портом. В 1960-е гг. здесь была сооружена новая линия причалов с портальными кранами, а дно было существенно углублено и расширено. В результате к пристани смогли причаливать и крупные суда (танкеры и теплоходы), а преимущество пристани состояло в непосредственной близости к железной дороге и Железнодорожному вокзалу Уфы. Основными материалами, которые здесь выгружались, были сырьё для химических заводов Уфы, уголь, материалы для строительства, продукты сельского хозяйства и др.
В 1970-е гг. рассматривался вариант переноса пристани «Уфа» ближе к Оренбургской переправе с постройкой там крупного речного вокзала, но в силу геологических особенностей местности от этой идеи отказались.